# Aeroport de Sendai
L'Aeroport de Sendai (japonès: 仙台空港, Sendai Kūkō) (codi IATA: SDJ, codi OACI: RJSS) també anomenat Aeroport Internacional de Sendai (仙台国際空港, Sendai Kokusai Kūkō) és un aeroport internacional del Japó situat a la població de Natori, a la prefectura de Miyagi. Es troba 13 km al sud-est de la ciutat de Sendai.

## Història
L'aeroport es va construir l'any 1940 per part del Servei Aeri de l'Exèrcit Imperial Japonès, per l'Escola Militar de Vol de Kumagaya, Centre d'Entrenament de la Branca de Masda. En aquella època va rebre diferents noms: Aeròdrom de Natori, Aeròdrom de Masda o Aeròdrom de Yatori. El 1943, l'escola es va expandir i va canviar el nom a Escola Militar de Vol de Sendai incorporant els recursos de l'antic Centre Militar de Vol de Miho.
Després de la Segona Guerra Mundial, van passar a usar-lo les Forces Aèries dels EUA. El 1956, es va retornar al Japó i ho va administrar el Ministeri de Territori, Infraestructura, Transport i Turisme del Japó.
Va quedar molt afectat per la destrucció del Terratrèmol i tsunami del Japó del 2011.